# Чугунов, Иван Яковлевич
Иван Яковлевич Чугунов (1921—1978) — генерал-майор Советской Армии, участник Великой Отечественной войны, Герой Советского Союза (1945).

## Биография
Иван Чугунов родился 9 октября 1921 года в деревне Вербежичи (ныне — Людиновский район Калужской области). Окончил три курса техникума. В 1940 году Чугунов был призван на службу в Рабоче-крестьянскую Красную Армию. С начала Великой Отечественной войны — на её фронтах. В 1943 году окончил танковое училище.
К июню 1944 года младший лейтенант Иван Чугунов командовал танковым взводом 89-й танковой бригады 1-го танкового корпуса 2-й гвардейской армии 1-го Прибалтийского фронта. Отличился во время освобождения Витебской области Белорусской ССР. 26 июня 1944 года взвод Чугунова первым ворвался на станцию Ветрино и в бою уничтожил 2 противотанковых орудия и 2 самоходных артиллерийских установки. 21—22 июля 1944 года во время отражения немецких контратак у деревни Татаришки Витебского района Чугунов уничтожил 1 артиллерийское орудие, 2 самоходных артиллерийских установки, захватил штабную машину с важными документами.
Указом Президиума Верховного Совета СССР от 24 марта 1945 года младший лейтенант Иван Чугунов был удостоен высокого звания Героя Советского Союза с вручением ордена Ленина и медали «Золотая Звезда» за номером 5021.
После окончания войны Чугунов продолжил службу в Советской Армии. В 1949 году он окончил Военную академию бронетанковых и механизированных войск. 

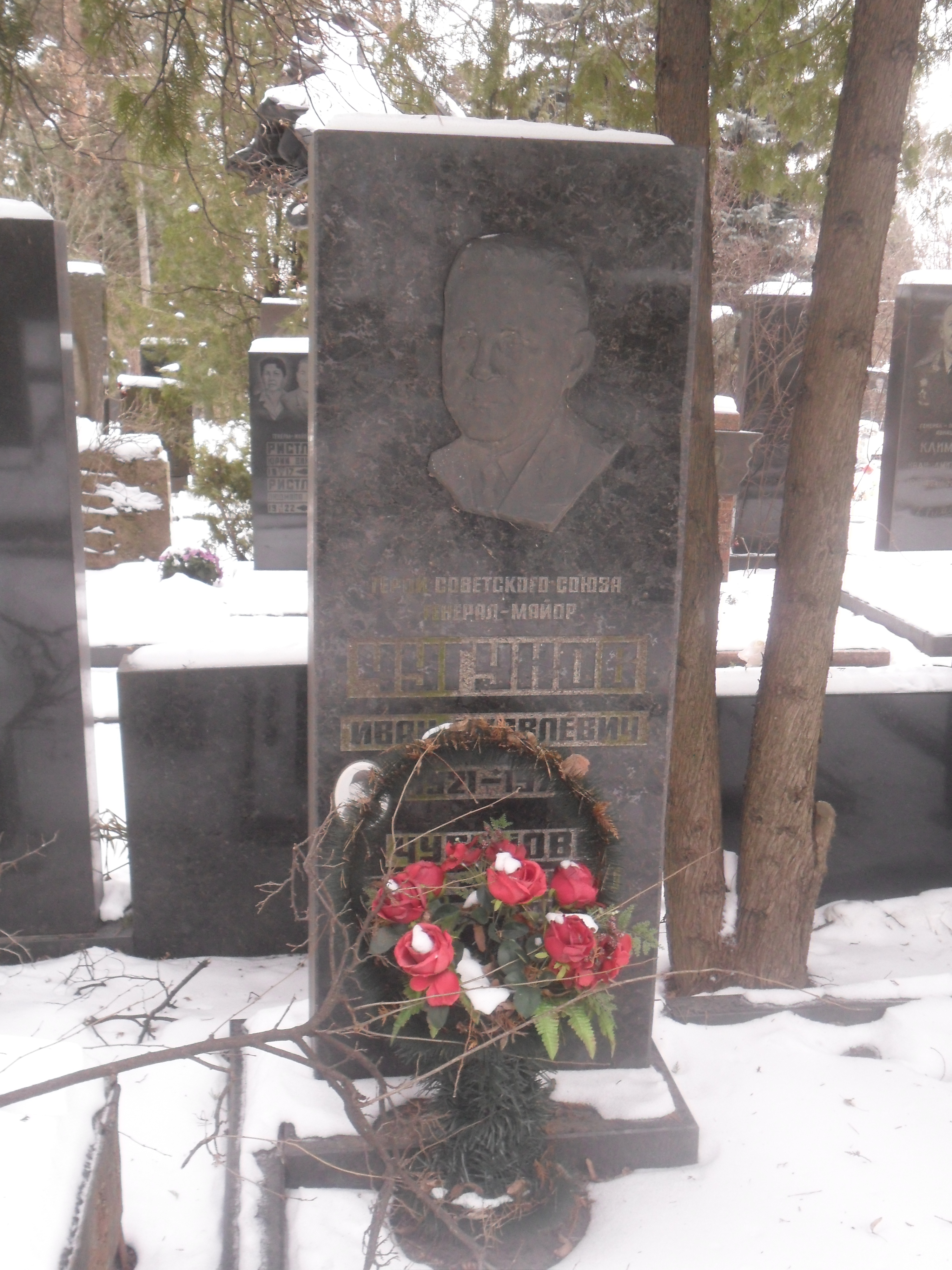
Могила Чугунова на Кунцевском кладбище Москвы

Генерал-майор Иван Яковлевич Чугунов скончался 26 февраля 1978 года, похоронен на Кунцевском кладбище Москвы.
Был также награждён орденами Александра Невского, Отечественной войны 1-й степени и Красной Звезды, рядом медалей.